# Deesha Philyaw
 (février 2023).
La mise en forme du texte ne suit pas les recommandations de Wikipédia : il faut le « wikifier ».
Les points d'amélioration suivants sont les cas les plus fréquents. Le détail des points à revoir est peut-être précisé sur la page de discussion.
- Les titres sont pré-formatés par le logiciel. Ils ne sont ni en capitales, ni en gras.
- Le texte ne doit pas être écrit en capitales (les noms de famille non plus), ni en gras, ni en italique, ni en « petit »…
- Le gras n'est utilisé que pour surligner le titre de l'article dans l'introduction, une seule fois.
- L'italique est rarement utilisé : mots en langue étrangère, titres d'œuvres, noms de bateaux, etc.
- Les citations ne sont pas en italique mais en corps de texte normal. Elles sont entourées par des guillemets français : « et ».
- Les listes à puces sont à éviter, des paragraphes rédigés étant largement préférés. Les tableaux sont à réserver à la présentation de données structurées (résultats, etc.).
- Les appels de note de bas de page (petits chiffres en exposant, introduits par l'outil «  Source ») sont à placer entre la fin de phrase et le point final[comme ça].
- Les liens internes (vers d'autres articles de Wikipédia) sont à choisir avec parcimonie. Créez des liens vers des articles approfondissant le sujet. Les termes génériques sans rapport avec le sujet sont à éviter, ainsi que les répétitions de liens vers un même terme.
- Les liens externes sont à placer uniquement dans une section « Liens externes », à la fin de l'article. Ces liens sont à choisir avec parcimonie suivant les règles définies. Si un lien sert de source à l'article, son insertion dans le texte est à faire par les notes de bas de page.
- La présentation des références doit suivre les conventions bibliographiques. Il est recommandé d'utiliser les modèles {{Ouvrage}}, {{Chapitre}}, {{Article}}, {{Lien web}} et/ou {{Bibliographie}}. Le mode d'édition visuel peut mettre en forme automatiquement les références.
- Insérer une infobox (cadre d'informations à droite) n'est pas obligatoire pour parachever la mise en page.

Pour une aide détaillée, merci de consulter Aide:Wikification.
Si vous pensez que ces points ont été résolus, vous pouvez retirer ce bandeau et améliorer la mise en forme d'un autre article.
Deesha Philyaw est une auteure, éditorialiste et conférencière américaine. Son premier recueil de nouvelles, The Secret Lives of Church Ladies, fut parmi les finalistes du National Book Award 2020 dans la fiction et remporta le Story Prize. Elle écrit en outre des essais personnels qui affrontent des questions de race, de sexe, de genre et de culture pop,,,.

## Première vie et éducation
Elle a grandi à Jacksonville, en Floride. Elle a obtenu sa licence en économie auprès de l'Université de Yale et, par la suite, une maîtrise en éducation au Manhattanville College.

### Début de carrière
Deesha Philyaw a œuvré dans le domaine de la communication d'entreprise dans une banque aux alentours de Pittsburgh, avant de démissionner pour se consacrer à plein temps à son cabinet d'écriture et à la rédaction en free-lance. Elle cite parmi ses inspirations littéraires Toni Morrison, James Baldwin, Nafissa Thompson-Spires, Bassey Ikpi et Tyrese Coleman.

### Livres
Son premier livre, Co-Parenting 101: Helping Your Kids Thrive in Two Households After Divorce, fut écrit en collaboration avec son ex-mari, Michael D. Thomas. La publication de cet ouvrage a eu lieu en mai 2013.
Son premier recueil de nouvelles, The Secret Lives of Church Ladies (2020), fut accueilli chaleureusement par la critique,, dont Marion Winik qui commenta dans le Minneapolis Star Tribune: «Cette collection marque l'émergence d'un véritable trésor littéraire. » Une critique étoilée de la Kirkus Review  avança: «C'est un recueil de nouvelles lumineuses peuplées de personnages profondément émouvants et aux multiples facettes... Tendres, féroces, fièrement noires et belles, ces histoires vont se faufiler en vous et prendre racine.» Le livre remporta le Los Angeles Times Book Prize 2020, le PEN/Faulkner Award for Fiction 2021, le Story Prize 2020/2021  et fut finaliste pour le National Book Award for Fiction .

### Autres écrits
Deesha Philyaw a écrit une série de chroniques pour The Rumpus, intitulée Visible: Women Writers of Color et pour Literary Mama, The Girl is Mine . Ses essais ont également été publiés dans la Harvard Review, le New York Times et le Washington Post.

## Ouvrages
- Co-Parenting 101: Helping Your Kids Thrive in Two Households After Divorce (written with Michael D. Thomas), New Harbinger Publications, 2013 (ISBN 9781608824632)
- The Secret Lives of Church Ladies, West Virginia University Press, 2020 (ISBN 9781949199734)

## Vie privée
Elle vit actuellement avec ses deux filles à Pittsburgh, en Pennsylvanie.